# Zubatac
Zubatac (lat. Dentex dentex) pripada obitelji ljuskavki (Sparidae). Uz komarču i lubina najtraženija je riba Jadrana. Svoje ime duguje velikim očnjacima koji se ističu na njegovu zubalu.
Naraste do 1 metra duljine i postigne težinu od 16 kg. Čvrste je građe, osobito glava s prednjim dijelom. Ističu se jake čeljusti i vrlo veliki i oštri očnjaci. Duguljastog je, ali istovremeno i prilično visokog tijela u boku stisnutog. Po izgledu se odmah da zaključiti da se radi o vrlo snažnom grabežljivcu i odličnom plivaču. Voli obrasla dna na kojima se zadržava riba. Izbjegava strmu obalu, pješčana i muljevita dna, mutne vode, mirne uvale i priobalje uz naselja. Hrani se uglavnom ribom, rakovima, glavonošcima, crvima itd. Kao tipični grabežljivac napada sve što je u pokretu i uvijek je spreman za napad. Vrlo je uporan lovac. Kreće se na velikom rasponu dubine od 1 do 200 metara, ali najčešći je do 30 metara dubine. Skuplja se u veća jata samo u sezoni mriješćenja. Mrijesti se početkom ljeta.
Najbogatija područja zubataca su područja šibenskih i zadarskih otoka, gusta naselja su i u području Pule i Rovinja, i oko otoka Visa, Lastova, Mljeta i Palagruže.
Osim u Jadranu rasprostranjen je i u Mediteranu i istočnom Atlantiku. Zubatac je zbog vrlo ukusnog mesa nazivan 'carom o rib'.
Vrsta je klasificirana kao osjetljiva nakon procjene pada globalne populacije od 30% unutar zadnje tri generacije. Spori rast, veličina jedinke i duljina životnog vijeka od 20 do čak 30 godina čine vrstu iznimno osjetljivom na prekomjeran izlov.

## Vanjske poveznice
- Aldo Ivanišević, Sportski ribolov na moru, Zagreb: Mladost, 1987. ISBN 86-05-00152-6
- Neven Milišić, Sva riba Jadranskoga mora (prvi dio), Split: Marijan tisak, 2007. ISBN 978-953-214-406-2 (sv. 1)

|  | Zajednički poslužitelj ima stranicu o temi Zubatac    |
|  | Zajednički poslužitelj ima još gradiva o temi Zubatac |
|  | Wikivrste imaju podatke o taksonu Zubatac             |